# Couepia cognata
Couepia cognata är en tvåhjärtbladig växtart som först beskrevs av Ernst Gottlieb von Steudel, och fick sitt nu gällande namn av Karl Fritsch. Couepia cognata ingår i släktet Couepia och familjen Chrysobalanaceae. Inga underarter finns listade i Catalogue of Life.